# 1976年夏季残疾人奥林匹克运动会以色列代表团
1976年夏季残疾人奥林匹克运动会以色列代表团是以色列派出的1976年夏季残疾人奥林匹克运动会代表团。获得40枚金牌、13枚银牌和16枚铜牌。